# پژمیسل هاینی

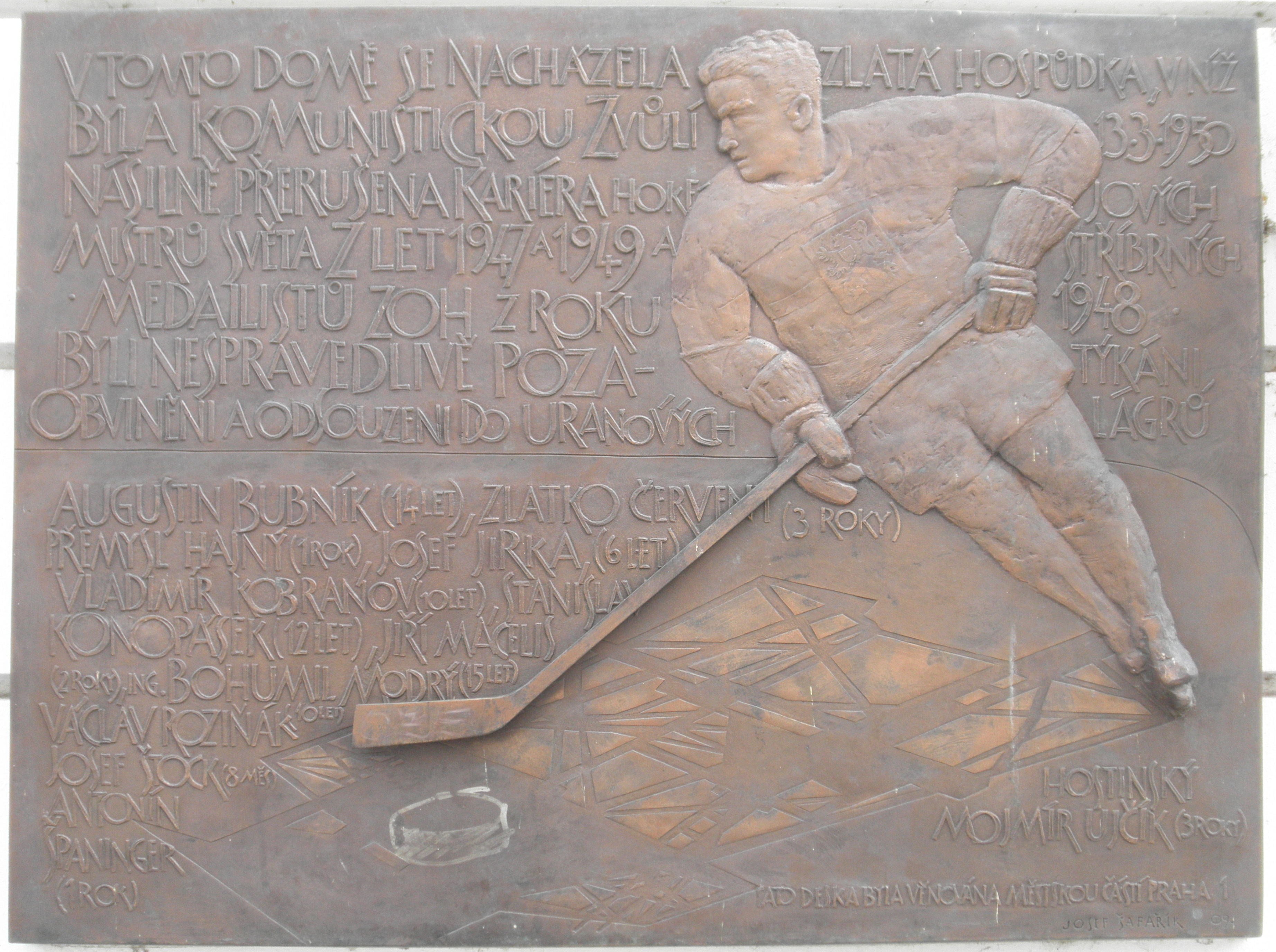
نمایی از لوح یادبود پژمیسل هاینی در پراگ

پژمیسل هاینی (چکی: Přemysl Hajný؛ ۱۸ دسامبر ۱۹۲۵ – ۲۴ اکتبر ۱۹۹۳) بازیکن هاکی روی یخ اهل چکسلواکی بود.
وی در مسابقات کشوری و بین‌المللی در مجموع برندهٔ ۱ مدال نقره شده‌است.